# Marco Benassi (calciatore)
Marco Benassi (Modena, 8 settembre 1994) è un ex calciatore italiano, di ruolo centrocampista.

## Caratteristiche tecniche
È un interno di centrocampo impiegato prevalentemente come mezzala; abile nei contrasti, dinamico, dotato di un'ottima capacità di inserimento e di un buon tiro dalla lunga distanza. Può essere utilizzato anche come centrocampista esterno destro e trequartista. Predilige giocare interno in un centrocampo a 3 con un regista a coprirgli le spalle. Nella stagione 2021-2022 Vincenzo Italiano lo ha reinventato terzino destro di copertura.

## Carriera

### Club

#### Inizi e Inter
Inizia a giocare a calcio nella Scuola Calcio Gino Pini di Modena e passa nel Settore Giovanile del Modena nell'agosto del 2005. Nel gennaio 2011 passa invece all'Inter in prestito oneroso, militando negli Allievi Nazionali della società milanese. Nella stagione 2011-2012 conquista a marzo la prima edizione del NextGen Series e vince il campionato di categoria con la formazione Berretti e il relativo campionato con la formazione Primavera, guidata da Andrea Stramaccioni. Nell'estate dello stesso anno l'Inter lo acquista in compartecipazione dal Modena per 250.000 euro.
Nella stagione 2012-2013, a 18 anni, è aggregato in prima squadra. Il suo esordio tra i professionisti avviene il 22 novembre 2012 nella partita di Europa League persa 3-0 in trasferta contro il Rubin. Il debutto in Serie A avviene il 12 gennaio 2013, in occasione della sfida casalinga contro il Pescara, giocando da titolare per tutti i 90 minuti. Pochi giorni dopo, l'Inter annuncia di aver rilevato l'intero cartellino del giocatore. il 21 febbraio seguente mette a segno la sua prima rete nella coppe europee, nella gara di ritorno dei sedicesimi di finale di Europa League contro i rumeni del CFR Cluj. Conclude la stagione con 13 presenze totali e un gol.

#### Prestito al Livorno
Il 9 luglio 2013 viene comunicato il suo trasferimento, in prestito, al Livorno. Esordisce con la maglia amaranto il 17 agosto seguente nella partita di Coppa Italia Livorno-Siena (0-1). Segna il suo primo gol in Serie A il 26 gennaio 2014 nella partita casalinga contro il Sassuolo. Segna il suo secondo gol in Serie A il 16 marzo 2014 nella partita casalinga contro il Bologna. Conclude la stagione con 20 presenze e 2 reti in Serie A.

#### Torino
Il 1º luglio 2014 viene acquistato dal Torino in compartecipazione. Il 18 gennaio 2015, in occasione della sfida Cesena-Torino, segna il suo primo gol in campionato con la maglia granata. Si ripeterà l'8 marzo 2015, quando allo Stadio Friuli segnerà il gol del definitivo 3-2 nella sconfitta del Torino contro l'Udinese, dopo essere subentrato ad Alessandro Gazzi. L'ultimo gol della stagione è ancora contro il Cesena, nell'ultima giornata di campionato (partita terminata 5-0 per i granata). In totale saranno 36 le partite giocate tra Serie A ed Europa League. Il 25 giugno 2015 il Torino comunica di aver risolto a suo favore la compartecipazione di Benassi, aggiudicandosi il giocatore alle buste grazie ad un'offerta di 3,5 milioni di euro contro i 2,9 offerti dai nerazzurri.
All'inizio della sua seconda stagione con il club cambia numero di maglia, passando dal 94 al 15. Il 27 settembre 2015, contro il Palermo, realizza una rete (quella del momentaneo 2-0) che verrà da molte fonti annoverata come una delle più spettacolari dell'intera stagione di Serie A. Il 7 febbraio 2016 porta in vantaggio il Torino nel match casalingo contro il Chievo perso 1-2. In questa stagione incrementa le sue presenze in campionato, viene infatti impiegato in 32 partite nelle quali realizza 3 gol.
Nella stagione 2016-2017 va a segno per la prima volta il 2 ottobre siglando il temporaneo 2-0 contro la Fiorentina, gara in cui l'allenatore Mihajlović gli aveva peraltro assegnato la fascia di capitano, che da lì in avanti indossa con regolarità alla luce dello scarso impiego dei compagni Vives e Moretti che lo precedevano come anzianità; dal mese di gennaio in avanti, complice anche la cessione di Vives alla Pro Vercelli, diviene a tutti gli effetti il primo nell'ordine gerarchico della squadra.

#### Fiorentina e prestito al Verona
Il 9 agosto 2017 viene ceduto a titolo definitivo alla Fiorentina per 10 milioni più 3 di bonus, firmando un contratto quinquennale. Segna il suo primo gol stagionale nella trasferta di Benevento portando avanti i viola nella vittoriosa trasferta (3-0). Termina la prima stagione a Firenze con 35 presenze e 5 gol in campionato.
Il 26 agosto 2018, alla seconda giornata del campionato seguente, realizza la sua prima doppietta in Serie A nella partita casalinga vinta 6-1 contro il Chievo. In stagione realizza 7 gol in 32 gare.
Dopo avere giocato per 2 anni da titolare, nel terzo trova molto meno spazio. Ciononostante il 3 dicembre 2019 è decisivo, sempre con due reti, nella gara di Coppa Italia col Cittadella, mentre il 6 gennaio 2020 realizza un gol nell'1-1 contro il Bologna.
Il 12 settembre 2020 viene ceduto in prestito al Verona. L'avventura scaligera, durata una stagione, è però particolarmente sfortunata, a causa di ripetuti infortuni che non gli permettono di collezionare alcuna presenza.
A fine prestito fa ritorno alla Fiorentina e rinnova il contratto fino al 2024. Nella nuova stagione viene impiegato come terzino destro da Vincenzo Italiano. In maglia viola colleziona 8 presenze in totale di cui 2 in Coppa Italia.

#### Empoli, parentesi a Firenze e Cremonese
Il 22 gennaio 2022 viene ceduto in prestito all'Empoli.
Con la maglia azzurra registra 12 presenze che, sommate a quelle dell'andata con la maglia viola, gli permettono di chiudere la stagione con 18 apparizioni totali nella Serie A 2021-2022. Terminato il prestito rientra a Firenze dove esordisce, nella prima di campionato, giocando contro la Cremonese ancora una volta da terzino titolare. Il 25 agosto 2022, entrando nel minuto finale di Twente-Fiorentina, torna a giocare in una competizione internazionale per club dopo l'esperienza in maglia granata.
Rimasto a Firenze fuori dalle liste per la Serie A e per la UEFA, il 19 gennaio 2023 viene ceduto in prestito alla Cremonese fino alla fine della stagione. Esordisce con i grigiorossi il 23 gennaio seguente contro il Bologna. Chiude l'esperienza con la squadra lombarda dopo la retrocessione in Serie B, con 15 presenze in massima serie e due in Coppa Italia.
Tornato a Firenze, non rientrando nel progetto tecnico dell'allenatore Vincenzo Italiano, il 1º settembre 2023 risolve il contratto con la società viola, rimanendo svincolato.

### Nazionale
Esordisce con la Nazionale Under-21 il 14 agosto 2013, con il CT Luigi Di Biagio, nella partita amichevole Slovacchia-Italia (1-4).
Dal 10 al 12 marzo 2014 è stato convocato in Nazionale maggiore dal CT Cesare Prandelli per uno stage organizzato allo scopo di visionare giovani giocatori in vista dei Mondiale 2014.
Prende parte all'Europeo Under-21 2015 in Repubblica Ceca realizzando 2 gol, entrambi siglati nell'ultima partita della fase a gironi contro l'Inghilterra, terminata 3-1 per gli azzurri. All'inizio del nuovo ciclo diventa il capitano dell'Under-21.
Nel maggio 2016 viene convocato in Nazionale dal CT Antonio Conte per uno stage di preparazione in vista dell'Europeo 2016. Viene poi inserito nella lista dei 30 giocatori pre-convocati per la manifestazione e infine aggregato ai 23 convocati come riserva, al pari dei compagni Rugani e Zappacosta. Il 7 ottobre 2016 viene nuovamente convocato in azzurro, stavolta dal CT Gian Piero Ventura, come sostituto dell'infortunato Montolivo per la partita di qualificazione al Mondiale 2018 contro la Macedonia, nella quale non viene impiegato.
Viene convocato per l'Europeo Under-21 2017 in Polonia, nel quale l'Italia viene eliminata in semifinale dalla Spagna.
Nel settembre 2018 viene chiamato in nazionale anche dal CT Roberto Mancini per le prime due gare di UEFA Nations League 2018-2019, senza tuttavia essere impiegato.

## Statistiche

### Presenze e reti nei club
Statistiche aggiornate al 2 settembre 2023.
| Stagione          | Squadra           | Campionato        | Campionato | Campionato | Coppe nazionali | Coppe nazionali | Coppe nazionali | Coppe continentali | Coppe continentali | Coppe continentali | Altre coppe | Altre coppe | Altre coppe | Totale | Totale |
| Stagione          | Squadra           | Comp              | Pres       | Reti       | Comp            | Pres            | Reti            | Comp               | Pres               | Reti               | Comp        | Pres        | Reti        | Pres   | Reti   |
| ----------------- | ----------------- | ----------------- | ---------- | ---------- | --------------- | --------------- | --------------- | ------------------ | ------------------ | ------------------ | ----------- | ----------- | ----------- | ------ | ------ |
| 2012-2013         | Inter             | A                 | 6          | 0          | CI              | 3               | 0               | UEL                | 4                  | 1                  | -           | -           | -           | 13     | 1      |
| 2013-2014         | Livorno           | A                 | 20         | 2          | CI              | 1               | 0               | -                  | -                  | -                  | -           | -           | -           | 21     | 2      |
| 2014-2015         | Torino            | A                 | 25         | 3          | CI              | 0               | 0               | UEL                | 11                 | 0                  | -           | -           | -           | 36     | 3      |
| 2015-2016         | Torino            | A                 | 32         | 3          | CI              | 1               | 1               | -                  | -                  | -                  | -           | -           | -           | 33     | 4      |
| 2016-2017         | Torino            | A                 | 28         | 5          | CI              | 1               | 0               | -                  | -                  | -                  | -           | -           | -           | 29     | 5      |
| Totale Torino     | Totale Torino     | Totale Torino     | 85         | 11         |                 | 2               | 1               |                    | 11                 | 0                  |             | -           | -           | 98     | 12     |
| 2017-2018         | Fiorentina        | A                 | 35         | 5          | CI              | 2               | 0               | -                  | -                  | -                  | -           | -           | -           | 37     | 5      |
| 2018-2019         | Fiorentina        | A                 | 32         | 7          | CI              | 4               | 2               | -                  | -                  | -                  | -           | -           | -           | 36     | 9      |
| 2019-2020         | Fiorentina        | A                 | 18         | 1          | CI              | 4               | 2               | -                  | -                  | -                  | -           | -           | -           | 22     | 3      |
| 2020-2021         | Verona            | A                 | 0          | 0          | CI              | 0               | 0               | -                  | -                  | -                  | -           | -           | -           | 0      | 0      |
| 2021-gen. 2022    | Fiorentina        | A                 | 6          | 0          | CI              | 2               | 0               | -                  | -                  | -                  | -           | -           | -           | 8      | 0      |
| gen.-giu. 2022    | Empoli            | A                 | 12         | 0          | -               | -               | -               | -                  | -                  | -                  | -           | -           | -           | 12     | 0      |
| 2022-gen. 2023    | Fiorentina        | A                 | 2          | 0          | CI              | 0               | 0               | UECL               | 1                  | 0                  | -           | -           | -           | 3      | 0      |
| Totale Fiorentina | Totale Fiorentina | Totale Fiorentina | 93         | 13         |                 | 12              | 4               |                    | 1                  | 0                  |             | -           | -           | 106    | 17     |
| gen.-giu. 2023    | Cremonese         | A                 | 15         | 0          | CI              | 2               | 0               | -                  | -                  | -                  | -           | -           | -           | 17     | 0      |
| Totale carriera   | Totale carriera   | Totale carriera   | 231        | 26         |                 | 20              | 5               |                    | 16                 | 1                  |             | -           | -           | 267    | 32     |

### Cronologia presenze e reti in nazionale
| Cronologia completa delle presenze e delle reti in nazionale ― Italia under 21 | Cronologia completa delle presenze e delle reti in nazionale ― Italia under 21 | Cronologia completa delle presenze e delle reti in nazionale ― Italia under 21 | Cronologia completa delle presenze e delle reti in nazionale ― Italia under 21 | Cronologia completa delle presenze e delle reti in nazionale ― Italia under 21 | Cronologia completa delle presenze e delle reti in nazionale ― Italia under 21 | Cronologia completa delle presenze e delle reti in nazionale ― Italia under 21 | Cronologia completa delle presenze e delle reti in nazionale ― Italia under 21 |
| Data                                                                           | Città                                                                          | In casa                                                                        | Risultato                                                                      | Ospiti                                                                         | Competizione                                                                   | Reti                                                                           | Note                                                                           |
| ------------------------------------------------------------------------------ | ------------------------------------------------------------------------------ | ------------------------------------------------------------------------------ | ------------------------------------------------------------------------------ | ------------------------------------------------------------------------------ | ------------------------------------------------------------------------------ | ------------------------------------------------------------------------------ | ------------------------------------------------------------------------------ |
| 14-8-2013                                                                      | Senec                                                                          | Slovacchia under 21                                                            | 1 – 4                                                                          | Italia under 21                                                                | Amichevole                                                                     | -                                                                              |                                                                                |
| 4-6-2014                                                                       | Castel di Sangro                                                               | Italia under 21                                                                | 4 – 0                                                                          | Montenegro under 21                                                            | Amichevole                                                                     | -                                                                              |                                                                                |
| 13-8-2014                                                                      | Ploiești                                                                       | Romania under 21                                                               | 2 – 1                                                                          | Italia under 21                                                                | Amichevole                                                                     | -                                                                              |                                                                                |
| 5-9-2014                                                                       | Pescara                                                                        | Italia under 21                                                                | 3 – 2                                                                          | Serbia under 21                                                                | Qual. Europeo Under-21 2015                                                    | -                                                                              | 86’                                                                            |
| 14-10-2014                                                                     | Reggio Emilia                                                                  | Italia under 21                                                                | 3 – 1                                                                          | Slovacchia under 21                                                            | Qual. Europeo Under-21 2015                                                    | -                                                                              |                                                                                |
| 17-11-2014                                                                     | Matera                                                                         | Italia under 21                                                                | 0 – 1                                                                          | Danimarca under 21                                                             | Amichevole                                                                     | -                                                                              |                                                                                |
| 27-3-2015                                                                      | Paderborn                                                                      | Germania under 21                                                              | 2 – 2                                                                          | Italia under 21                                                                | Amichevole                                                                     | -                                                                              |                                                                                |
| 30-3-2015                                                                      | Benevento                                                                      | Italia under 21                                                                | 0 – 1                                                                          | Serbia under 21                                                                | Amichevole                                                                     | -                                                                              |                                                                                |
| 21-6-2015                                                                      | Uherské Hradiště                                                               | Italia under 21                                                                | 0 – 0                                                                          | Portogallo under 21                                                            | Europeo Under-21 2015 - 1º turno                                               | -                                                                              |                                                                                |
| 24-6-2015                                                                      | Olomouc                                                                        | Inghilterra under 21                                                           | 1 – 3                                                                          | Italia under 21                                                                | Europeo Under-21 2015 - 1º turno                                               | 2                                                                              |                                                                                |
| 12-8-2015                                                                      | Telki                                                                          | Ungheria under 21                                                              | 0 – 0                                                                          | Italia under 21                                                                | Amichevole                                                                     | -                                                                              | cap. 78’                                                                       |
| 8-9-2015                                                                       | Reggio Emilia                                                                  | Italia under 21                                                                | 1 – 0                                                                          | Slovenia under 21                                                              | Qual. Europeo Under-21 2017                                                    | -                                                                              | cap. 87’                                                                       |
| 8-10-2015                                                                      | Capodistria                                                                    | Slovenia under 21                                                              | 0 – 3                                                                          | Italia under 21                                                                | Qual. Europeo Under-21 2017                                                    | 1                                                                              | cap.                                                                           |
| 13-11-2015                                                                     | Novi Sad                                                                       | Serbia under 21                                                                | 1 – 1                                                                          | Italia under 21                                                                | Qual. Europeo Under-21 2017                                                    | -                                                                              | cap.                                                                           |
| 17-11-2015                                                                     | Castel di Sangro                                                               | Italia under 21                                                                | 2 – 0                                                                          | Lituania under 21                                                              | Qual. Europeo Under-21 2017                                                    | 1                                                                              | cap.                                                                           |
| 24-3-2016                                                                      | Waterford                                                                      | Irlanda under 21                                                               | 1 – 4                                                                          | Italia under 21                                                                | Qual. Europeo Under-21 2017                                                    | 1                                                                              | cap.                                                                           |
| 29-3-2016                                                                      | Andorra la Vella                                                               | Andorra under 21                                                               | 0 – 1                                                                          | Italia under 21                                                                | Qual. Europeo Under-21 2017                                                    | -                                                                              | cap.                                                                           |
| 2-9-2016                                                                       | Vicenza                                                                        | Italia under 21                                                                | 1 – 1                                                                          | Serbia under 21                                                                | Qual. Europeo Under-21 2017                                                    | -                                                                              | cap. 52’                                                                       |
| 6-9-2016                                                                       | La Spezia                                                                      | Italia under 21                                                                | 3 – 0                                                                          | Andorra under 21                                                               | Qual. Europeo Under-21 2017                                                    | -                                                                              | cap.                                                                           |
| 11-10-2016                                                                     | Kaunas                                                                         | Lituania under 21                                                              | 0 – 0                                                                          | Italia under 21                                                                | Qual. Europeo Under-21 2017                                                    | -                                                                              | cap.                                                                           |
| 10-11-2016                                                                     | Southampton                                                                    | Inghilterra under 21                                                           | 3 – 2                                                                          | Italia under 21                                                                | Amichevole                                                                     | -                                                                              | cap. 76’                                                                       |
| 14-11-2016                                                                     | Bergamo                                                                        | Italia under 21                                                                | 0 – 0                                                                          | Danimarca under 21                                                             | Amichevole                                                                     | -                                                                              | cap. 51’                                                                       |
| 23-3-2017                                                                      | Cracovia                                                                       | Polonia under 21                                                               | 1 – 2                                                                          | Italia under 21                                                                | Amichevole                                                                     | 1                                                                              | cap.                                                                           |
| 27-3-2017                                                                      | Roma                                                                           | Italia under 21                                                                | 1 – 2                                                                          | Spagna under 21                                                                | Amichevole                                                                     | -                                                                              | cap. 73’                                                                       |
| 18-6-2017                                                                      | Cracovia                                                                       | Danimarca under 21                                                             | 0 – 2                                                                          | Italia under 21                                                                | Europeo Under-21 2017 - 1º turno                                               | -                                                                              | cap. 73’                                                                       |
| 24-6-2017                                                                      | Cracovia                                                                       | Italia under 21                                                                | 1 – 0                                                                          | Germania under 21                                                              | Europeo Under-21 2017 - 1º turno                                               | -                                                                              | cap.                                                                           |
| 27-6-2017                                                                      | Cracovia                                                                       | Italia under 21                                                                | 1 – 3                                                                          | Spagna under 21                                                                | Europeo Under-21 2017 - Semifinale                                             | -                                                                              | cap. 45+1’ - 87’                                                               |
| Totale                                                                         |                                                                                | Presenze                                                                       | 27                                                                             |                                                                                | Reti                                                                           | 6                                                                              |                                                                                |

## Palmarès

### Club

#### Competizioni giovanili
- Campionato Primavera: 1

Inter: 2011-2012
- NextGen Series: 1

Inter: 2011-2012